# Element invertible
En matemàtiques, un element invertible d'un conjunt amb una llei de composició interna és aquell del qual es pot obtenir un element invers per aquesta llei. Si la llei és associativa, els elements invertibles del conjunt tenen cadascun un únic invers.
En teoria d'anells, els elements invertibles per la segona llei de composició interna (o producte) d'un anell s'acostumen a anomenar unitats.
Si tenim un anell amb element neutre (A, +, ⋅, 0, 1), es denota A* el conjunt de les unitats, que és un grup amb la multiplicació i s'anomena grup de les unitats.
{\displaystyle A^{*}:=\{x\in A\,|\,\exists y\in A,x\cdot y=y\cdot x=1\}}
Generalment es defineix un cos com un anell amb element neutre multiplicatiu (A, +, ⋅, 0, 1) tal que tot element no nul és unitat, és a dir, tal que A* = A ∖ {0}. Alguns autors, però, ho anomenen anell de divisió i prefereixen reservar el terme cos per aquells casos on, a més a més, el producte és commutatiu.

## Exemples
- Als cossos, tot element diferent de zero és invertible. Exemples de cossos són els nombres reals ℝ* = ℝ ∖ {0}, els nombres racionals ℚ* = ℚ ∖ {0}, els nombres complexos ℂ* = ℂ ∖ {0}, els nombres algebraics {\displaystyle {\overline {\mathbb {Q} }}^{\ast }={\overline {\mathbb {Q} }}\setminus \{0\}}, etc.
- A l'anell dels nombres enters, les unitats són +1, −1.
- A l'anell dels enters de Gauss, les unitats són +1, −1, i, −i.
- De fet, les arrels de la unitat són sempre invertibles en qualsevol anell (car rn = 1 implica que rn−1 en sigui l'invers multiplicatiu).
- A l'anell ℤ/nℤ dels enters mòdul n, les unitats són les classes de congruència mòdul n dels enters coprimers amb n, és a dir:
{\displaystyle (\mathbb {Z} /n\mathbb {Z} )^{\ast }=\{{\bar {a}}\in \mathbb {Z} /n\mathbb {Z} \mid \operatorname {mcd} (a,n)=1\}.}

Aquest conjunt s'anomena el grup multiplicatiu d'enters mòdul n i de vegades també es denota (ℤ/nℤ)×. El seu ordre el dona la funció φ d'Euler.
- Pel cas particular de ℤ/pℤ amb p un nombre primer, evidentment tots els nombres que no són múltiples de p són coprimers amb ell (ℤ/pℤ)× = ℤ/pℤ ∖ {0} i, per tant, és un cos (uns dels cossos finits).
- El grup de les unitats de l'anell {\displaystyle {\mathcal {M}}_{n}(K)} de matrius quadrades n×n a coeficients en un cos K s'anomena grup lineal i es denota GLn(K) o també GL(n, K) .